# Orłów Murowany (gromada)
Orłów Murowany – dawna gromada, czyli najmniejsza jednostka podziału terytorialnego Polskiej Rzeczypospolitej Ludowej w latach 1954–1972.
Gromady, z gromadzkimi radami narodowymi (GRN) jako organami władzy najniższego stopnia na wsi, funkcjonowały od reformy reorganizującej administrację wiejską przeprowadzonej jesienią 1954 do momentu ich zniesienia z dniem 1 stycznia 1973, tym samym wypierając organizację gminną w latach 1954–1972.
Gromadę Orłów Murowany z siedzibą GRN w Orłowie Murowanym utworzono – jako jedną z 8759 gromad na obszarze Polski – w powiecie krasnostawskim w woj. lubelskim na mocy uchwały nr 9 WRN w Lublinie z dnia 5 października 1954. W skład jednostki weszły obszary dotychczasowych gromad Orłów Murowany kol., Orłów Murowany wieś, Orłów Drewniany wieś, Majdan Krynicki, Kryniczki i Stryjów ze zniesionej Izbica w tymże powiecie. Dla gromady ustalono 25 członków gromadzkiej rady narodowej.
1 stycznia 1962 do gromady Orłów Murowany włączono wsie Wólka Orłowska i Topola oraz kolonię Marianka ze zniesionej gromady Wólka Orłowska w tymże powiecie.
Gromada przetrwała do końca 1972 roku, czyli do kolejnej reformy gminnej.